# Friedrich Kominek
Pour les articles homonymes, voir Kominek.
Friedrich Kominek dit Fritz, né le 17 janvier 1927 et mort le 25 octobre 2002; est un footballeur international autrichien
Après un brillant début de carrière à l'Austria Vienne ou il rafle de nombreux trophées nationaux, il rejoint le championnat de France au cours de la saison 1955-1956 avec le Nîmes Olympique.
Après 3 saisons passées dans le Gard il rallie l'Alsace pour s'engager cette fois avec un club de 2e division, le Racing Club de Strasbourg. Dès sa première saison il permet au club de retrouver l'élite.
Pour la saison 1959-1960 il s'engage au Racing Club de Lens, il y reste une saison et demie puisqu'en novembre 1960 il rejoint l'Olympique de Marseille en 2e division.
À l'issue de la saison 1961-1962 son club termine 4e et retrouve la D1 mais Kominek n'y goutera pas.
Il quitte alors la France et s'engage au FC Granges, club Suisse.
International autrichien, il compte 6 sélections pour 1 but.

## Palmarès
- Champion d'Autriche : 1949, 1950, 1953 (avec le FK Austria Vienne)

- Vainqueur de la Coupe d'Autriche : 1948, 1949 (avec le FK Austria Vienne)

- Vainqueur de la Coupe Charles Drago : 1956, 1960 (avec le Nîmes Olympique puis le RC Lens)